# Wir schalten um auf Hollywood
We Switch to Hollywood é um filme de revista de 1931. Foi produzido pela MGM especificamente para o mercado de língua alemã e usa passagens da The Hollywood Revue de 1929 e do filme nunca finalizado The March of Time. Devido à história de quadro completamente própria, expressamente não é um filme de versão típico da época.

## Enredo
Paul Morgan veio para Hollywood como o inventor do primeiro transmissor bodypack sem fio óptico-acústico para transmitir um relatório daqui para a Europa. Como ele não fala uma palavra de inglês, ele fica feliz em conhecer o grão-duque Karl Peter Friedrich zu Weidlingau-Hadersbach, que é extra na Metro-Goldwyn-Mayer. Ele se torna seu companheiro constante. Ambos entrevistam várias celebridades e ouvem alguns grandes trabalhando em Culver City. Joan Crawford diz algumas palavras em alemão. Morgan interpreta um esquete com Nora Gregor e Adolphe Menjou, brinca no local ao ar livre da produtora, encontra índios estranhos como um Velho Oeste e conhece Oscar Straus. Ele testemunha a estreia de um filme e, durante uma comoção na noite de gala, Buster Keaton faz com que o transmissor sem fio se torne inutilizável. A transferência terminou.

## Elenco
- Ramon Novarro
- Joan Crawford (Não Creditada)
- Buster Keaton
- Paul Morgan
- Nora Gregor
- Adolphe Menjou
- Oscar Straus
- Heinrich George
- Dodge Sisters
- Egon von Jordan
- Wallace Beery (Não Creditado)
- John Gilbert
- Anita Page (Não Creditada)
- Gustav Fröhlich (Não Creditado)
- Hoot Gibson (Não Creditado)
- Dita Parlo (Não Creditada)
- Sergei M. Eisenstein (Não Creditado)
- Albertina Rasch Dancers

## Observações
O filme usa passagens da The Hollywood Revue de 1929 e do musical inacabado de 1930 The March of Time, incluindo uma apresentação do Albertina Rasch Ballet. Algumas das sequências utilizadas foram filmadas usando o processo Technicolor de duas cores. Joan Crawford fala algumas frases em alemão no final da história. A estreia foi em 10 de junho de 1931 no cinema Capitol em Berlim, a estreia austríaca em 27 de julho de 1931 no cinema Apollo em Viena.
Algumas cenas foram cortadas da versão de distribuição por ordem do Film-Oberprüfstelle Berlin em 19 de maio de 1931, porque os especialistas chamados pelo examinador julgaram que elas provavelmente ofenderiam as sensibilidades religiosas dos espectadores.